# 염화 아디포일
염화 아디포일(Adipoyl chloride) 또는 염화 아디프산은 C6H8Cl2O2의 화학식을 갖는 화합물이다.
염화 아디포일은 물과 반응할 때 만들어지는 염산을 포함한 위험한 화합물이다. 이 산을 다룰때에는 반드시 배기구가 있는
상태에서 완전한 보호 아래에서 행해야한다. 
염화 아디포일은 또 다른 유독성 화합물인 헥사메틸렌디아민과 반응해서 완전히 안전한 나일론을 만든다.
염화 아디포일은 아디프산에서 만들어진다.

## 같이 보기
- 아디프산
- 헥사메틸렌디아민
- 나일론
- 염산